# Shuhei Yamada
Shuhei Yamada (山田 修平 Yamada Shuhei?), född 22 april 1993 i Osaka prefektur, är en japansk fotbollsspelare.
Yamada började sin karriär 2016 i Fujieda MYFC.